# District de Nové Zámky
Le district de Nové Zámky est l'un des 79 districts de Slovaquie dans la région de Nitra.
La population hongroise représente la grande majorité de la population.

## Démographie

### Évolution de la population
| Année:               | 1994.   | 2004.   | 2014.   | 2024.   |
| -------------------- | ------- | ------- | ------- | ------- |
| Nombre de personnes: | 152 674 | 148 001 | 142 317 | 134 231 |
| Différence:          |         | -3,06 % | -3,84 % | -5,68 % |

| Année:               | 2023.   | 2024.   |
| -------------------- | ------- | ------- |
| Nombre de personnes: | 135 003 | 134 231 |
| Différence:          |         | -0,57 % |

## Liste des communes
Source :

### Villes
- Nové Zámky
- Štúrovo
- Šurany

### Villages
Andovce, Bajtava, Bánov, Bardoňovo, Belá, Bešeňov, Bíňa, Branovo, Bruty, Čechy, Černík, Dedinka, Dolný Ohaj, Dubník, Dvory nad Žitavou, Gbelce, Hul, Chľaba, Jasová, Jatov, Kamenica nad Hronom, Kamenín, Kamenný Most, Kmeťovo, Kolta, Komjatice, Komoča, Leľa, Lipová, Ľubá, Malá nad Hronom, Malé Kosihy, Maňa, Michal nad Žitavou, Mojzesovo, Mužla, Nána, Nová Vieska, Obid, Palárikovo, Pavlová, Podhájska, Pozba, Radava, Rastislavice, Rúbaň, Salka, Semerovo, Sikenička, Strekov, Svodín, Šarkan, Trávnica, Tvrdošovce, Úľany nad Žitavou, Veľké Lovce, Veľký Kýr, Vlkas, Zemné

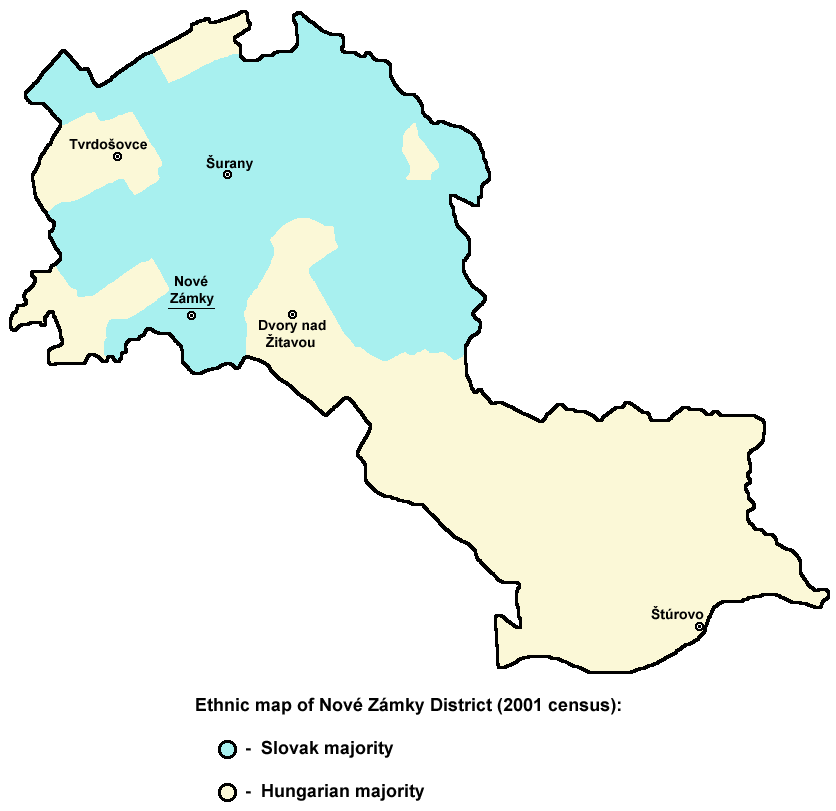
Carte ethnique du district de Nové Zámky (2001)